# Euroleon sanxianus
Euroleon sanxianus är en insektsart som beskrevs av C.-k. Yang 1997. Euroleon sanxianus ingår i släktet Euroleon och familjen myrlejonsländor. Inga underarter finns listade i Catalogue of Life.